# Mario Andreo
Mario Andreo (Livorno, 19 febbraio 1938 – Vedano al Lambro, 15 settembre 2000) è stato un cestista italiano.

## Carriera
In Serie A ha vestito la maglia di Bologna e Varese, facendo parte della squadra che nel 1960 ha vinto il primo scudetto della storia varesina.
Nel 1959 la sua unica presenza in nazionale.

## Palmarès
- Campionato italiano: 1

Pall. Varese: 1960-61